# Акуль-Мо'-Наб I
Акуль-Мо'-Наб I (6 липня 465 — 1 грудня 524) — ахав Баакульського царства у 501—524 роках. Ім'я перекладається як «Черепаха-Озерний Ара».

## Життєпис
Був братом ахава Буц'ах-Сак-Чііка. Народився в день в день 9.1.10.0.0, 5 Ахав 3 Сек (6 липня 465 року). За життя старшого брата Акуль-Мо'-Наб I володів значним впливом при дворі, можливо, навіть вважався співправителем. В день 9.2.15.9.2, 9 Ік' 0 Моль (26 серпня 490 року) Акуль-Мо'-Наб I разом зі своїм братом-ахава Буц'ах-Сак-Чііком здійснив якусь дію в Лакам Ха.
Після смерті Буц'ах-Сак-Чііка трон перейшов до Акуль-Мо'-Наба I. Це пояснюється тим, що володар не залишив після себе прямих спадкоємців чоловічої статі. Акула-Мо'-Наб' I запанував в день 9.3.6.7.17, 5 Кабан 0 Соц' (5 червня 501 року).
У написах з «Храму XVII» і «Храму Написів» Акула-Мо'-Наб' I іменується «Священним Володарем Баакуля». У день 9.3.13.15.7, 10 Манік' 15 Чєн (26 вересня 508 року) під його керівництвом пройшла церемонія затвердження на посаду чергового «К'ан-Токського володаря». У день 9.4.0.0.0, 13 Ахав 18 Йаш (18 жовтня 514 року) з нагоди закінчення к'атуна Акуль-Мо'-Наб I пожертвував одяг богам «Паленкської Тріади».
Акула-Мо'-Наб' I помер в день 9.4.10.4.17, 5 Кабан 5 Мак (1 грудня 524 року) у віці 59 років. Портрет цього владики зберігся на східній стіні саркофага К'ініч-Ханааб'-Пакаля I.